# Тампонажний розчин
Тампонажний розчин (рос. раствор тампонажный; англ. disperse grouting, cement plug, backfill mud, нім. Abdichtungsspülung f) –
- 1) Складна багатокомпонентна дисперсна система на основі води і тампонажного матеріалу з різними добавками, призначена для тампонування різних каналів у свердловині (простору між обсадною колоною труб і стінкою свердловини (гірських порід)) і в пласті (тріщин пласта). Залежно від добавок існують багато різних Т.р.

- 2) Водна суспензія портландцементу (чи інших матеріалів) з необхідними додатками, яка застосовується для кріплення свердловин, кріплення привибійної зони пласта, ізоляції припливу пластової води. Син. — цементний розчин.

## Загальний опис
Про придатність тампонажного матеріалу для цементування свердловини визначаються за сукупністю його характеристик: густина, прокачуваність, терміни загуснення і схоплювання,седиментаційна стійкість, реологічні властивостяі (зокрема, розтічністюь і текучість), водовідділення тампонажного розчину, характер об'ємних змін при тужавінні, міцність, проникність, температурна і корозійна і стійкість утвореного каменю.
В Україні розроблені обважнені безусадкові тампонажні матеріали із використанням в'яжучого матеріалу, кислої золи виносу ТЕС, обважнювача і суперпластифікатора.

## Тампонажний камінь
Затверділий тампонажний розчин, що утворюється в заколонному просторі свердловини при її кріпленні (цементуванні).

## Регулювання характеристик тампонажних розчинів
- Для регулювання термінів загуснення і тужавіння тампонажних розчинів використовують спеціальні реагенти-домішки — сповільнювачі процесу тужавіння.

Серед сповільнювачів найбільш поширеним реагентом є нітрилотриметилфосфонова кислота (НТФК). Дозування, що рекомендуються: 0,01 — 0,15 % від маси тампонажного цементу.
Крім НТФК для сповільнення загущення і тужавіння тампонажних розчинів використовується й інші сповільнювачі: винно кам'яна кислота (ВКК), синтетична винна кислота (СВК), триоксиглутарова кислота (ТОГК), КССБ, окзил, бура, гіпан, декстрин, борна кислота (БК) та ін.
- Для прискорення термінів тужавіння тампонажних розчинів застосовуються реагенти: хлористий кальцій (CaCl2), хлористий натрій (NаСl), рідке скло та ін.

- Для підвищення седиментаційної стійкості тампонажних розчинів та зниження їх водовідділення застосовують реагенти знижувачі водовіддачі (стабілізатори). Їх використовують для оброблення тампонажних розчинів з підвищеним водовідділенням, зокрема обважнених. У вітчизняній практиці застосовуються такі реагенти-стабілізатори: гіпан, карбоксиметилцелюлоза (КМЦ), оксиетилцелюлоза (ОЕЦ), модифікований крохмаль (МК), декстрин та ін.

- Для пластифікації і розрідження тампонажних розчинів застосовуються реагенти-пластифікатори. Згідно з класифікацією пласти-фікатори поділяються на шість груп:

– окси-амінокарбонові кислоти та їх солі: лимонна; винно-кам'яна; триоксиглутарова; глюконова; гептанова; етилендіамінтетраоцтова; 2,4-діоксибензойна; 3,4,5-триоксибензойна та ін.;
– цукри: сахароза, глюкоза, галактоза, глюкогептанат натрію та ін.;
– борати і фосфати: борна кислота, бура, гексаметафосфат на-трію, пірофосфат, тринатрійфосфат та ін.;
– похідні лігніну: активовані гідролізні лігніни (нітролігнін, хлор лігнін, сульфований нітролігнін, лігнін, окиснений Н2О2 та ін.), лігносульфонати (лігносульфонат кальцію, ферохромлігносульфонат (ФХЛС), хромлігносульфонат (окзил), КССБ) та ін.;
– природні танінові продукти і синтини: екстракт квебрахо, каштановий екстракт, сульфітно-коревий реагент (сількор), синтин-5, пековий реагент (пекор), поліфенольний лісохімічний реагент (ПФЛХ), дубитель Д-4 та ін.;
– гумати: сульфований нітрогуматний реагент (СНГР), вуглелужний реагент (ВЛР), окиснений гуматний реагент (ОГР) та ін.
У вітчизняній практиці при цементуванні свердловин найбільше поширення одержали пластифікатори: С-3, дофен (суперпластифікатори), сульфіт-спиртова барда (ССБ), конденсована сульфітспиртова барда (КССБ), ферохромлігносульфонат (ФХЛС) та ін.